# Heterachthes mucuni
Heterachthes mucuni là một loài bọ cánh cứng trong họ Cerambycidae.